# 丹後松島

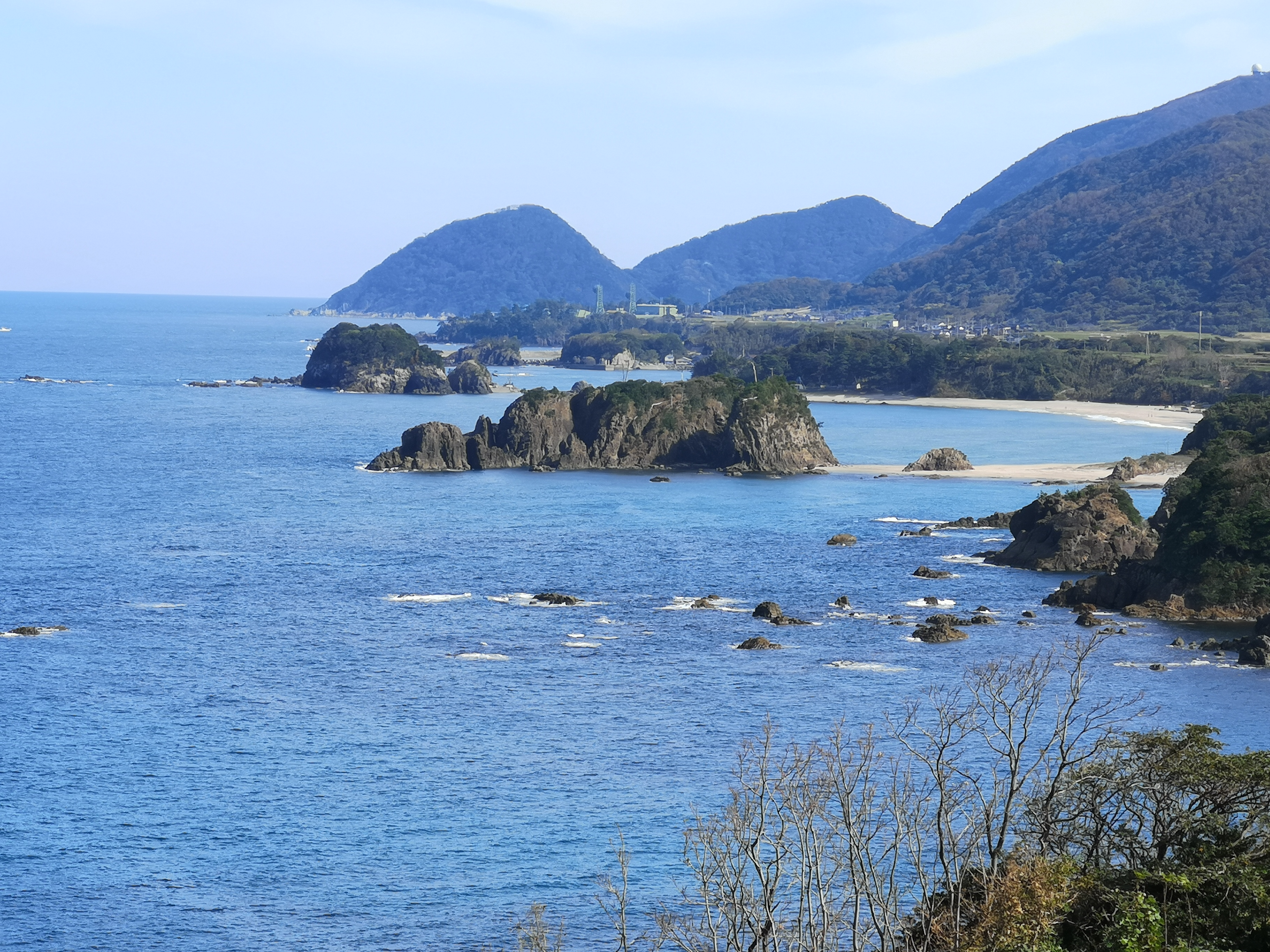
丹後松島

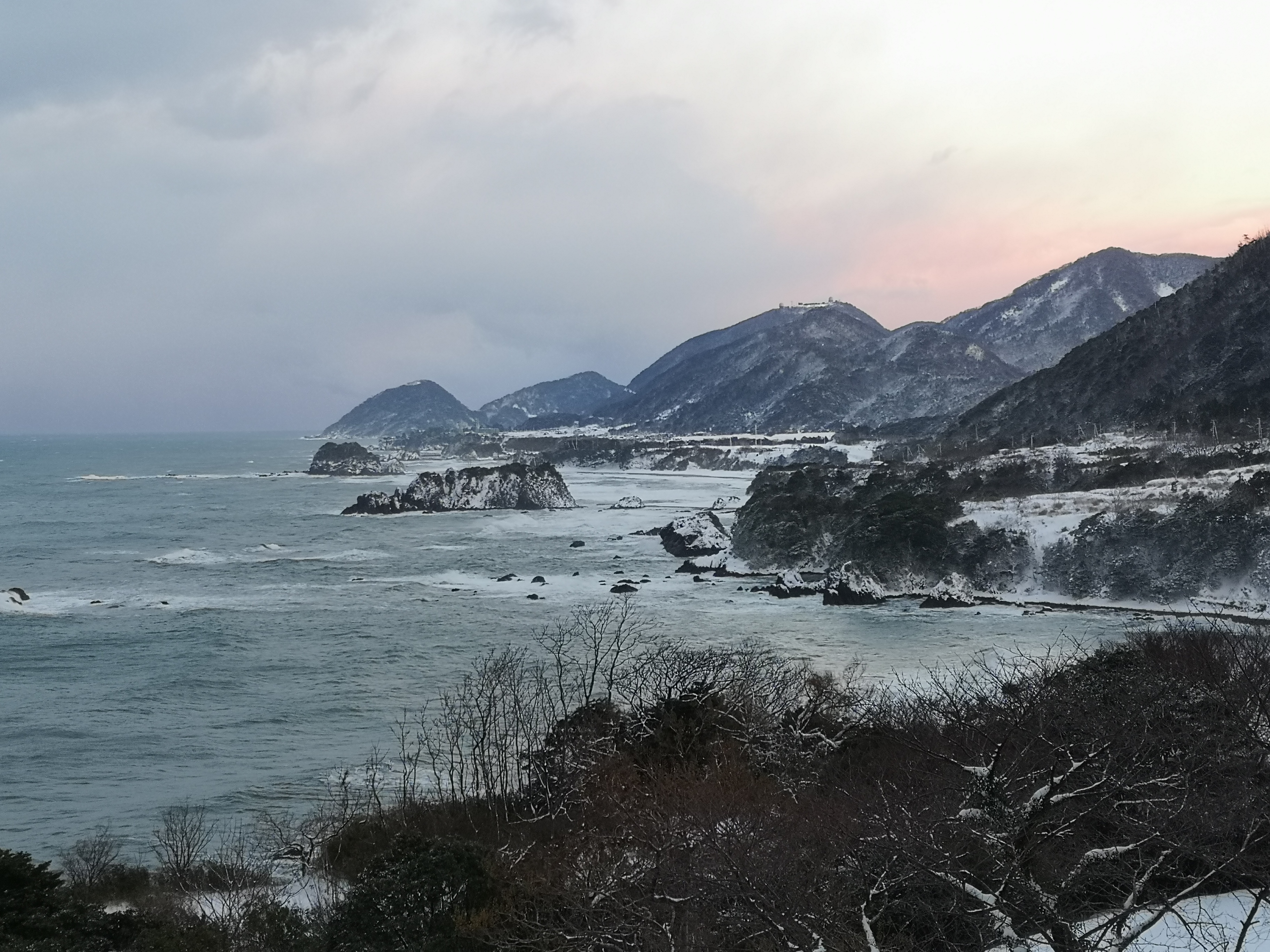
丹後松島（冬）

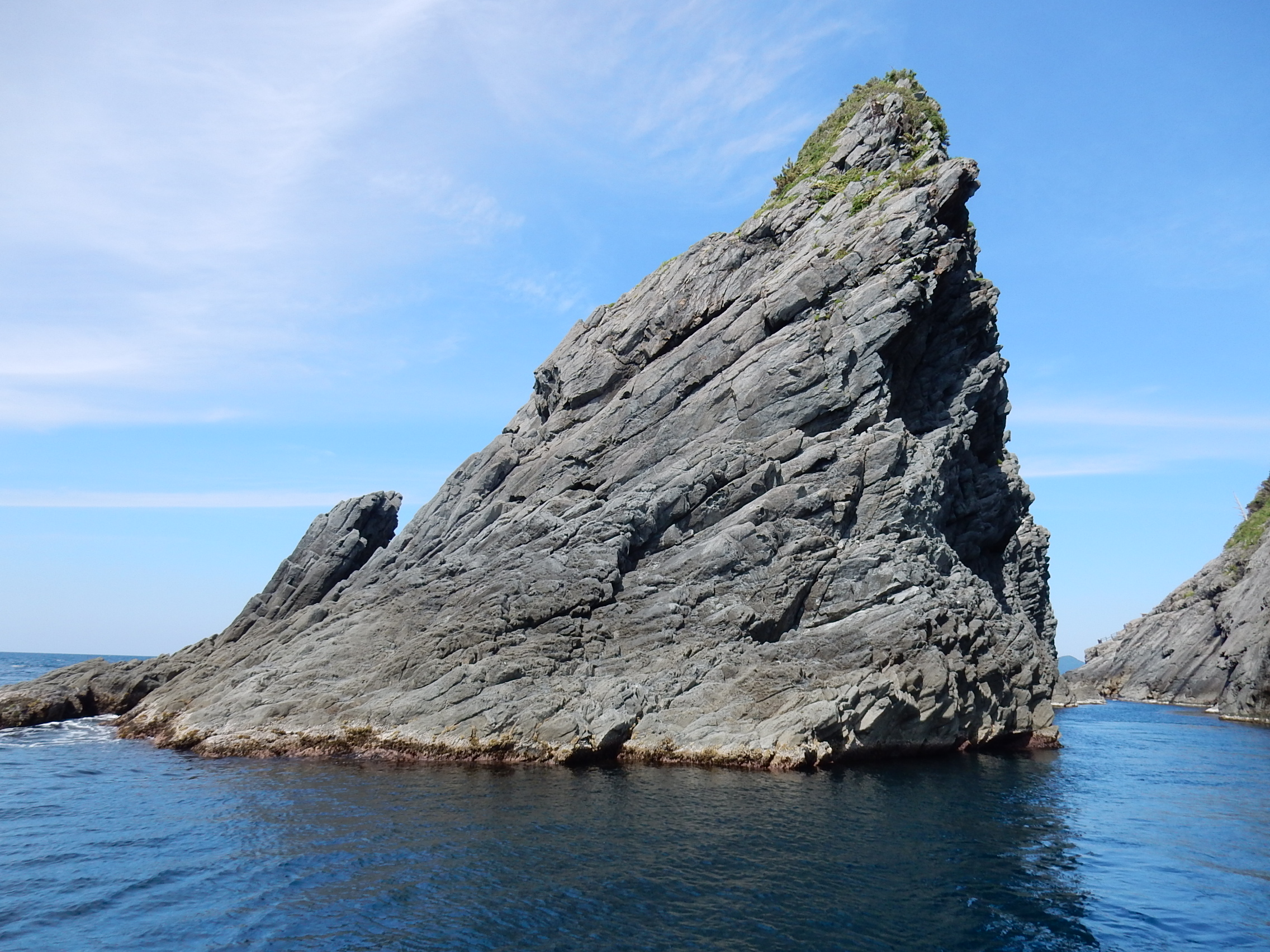
丹後松島に近い犬ヶ岬

丹後松島（たんごまつしま）は、京都府京丹後市丹後町平にある景勝地。1971年（昭和46年）に京都府が企画し、京都在住の日本画家12名に府内の名勝を描かせた「京の百景」にも選出され、国守克によって描かれ1973年（昭和48年）展覧会に出品された。

## 地理
丹後半島の北側はリアス式海岸となっており、連続する断崖や奇岩が経ヶ岬まで続いている。特に丹後町此代から東に向かって小島が連なっており、日本三景の松島（宮城県）に似ている事から丹後松島と名付けられた。国道178号の犬ヶ岬トンネル付近には展望台を含む展望スポットの犬ヶ岬園地がある。
城島、立岩、筆石海岸段丘、屏風岩、犬ヶ岬とともに、「丹後の海岸地形」の一部として京都の自然200選に選定されている。丹後天橋立大江山国定公園の丹後半島海岸地区の一部に含まれる。山陰海岸ジオパークのジオサイトとなっている。

## 交通アクセス
- 丹海バス「此代」バス停付近で下車後すぐ（フリー乗降区間）
- 京都丹後鉄道宮津線網野駅から自動車で約40分[2]